# Томоја Нагасе
Томоја Нагасе (јап. 長瀬智也; Префектура Канагава, 7. новембар 1978) јапански је певач и глумац. Члан је музичке групе Токио.